# A ciegas (obra de teatro)
A ciegas es una obra de teatro de Jesús Campos García, estrenada en 1997 en el Museo del Ferrocarril, dentro del Festival de Otoño de la Comunidad de Madrid. Se representaba en total oscuridad y estuvo valorada durante siete semanas como la mejor obra de la cartelera madrileña en la Guía del Ocio. Se puso en escena con dirección y escenografía del autor, y su reparto estaba formado por Mario Vedoya (El Uno), Luis Hostalot (El Otro) y Nuria González (El Extra).

## Argumento
El Uno está de parto. El Otro le asiste en la oscuridad. Hay toque de queda y solo se escuchan sus voces y una serie de sonidos que vienen desde distintas zonas del teatro. Cuando el Uno está a punto de dar a luz, llaman a una enfermera y poco después se presenta en su casa El Extra. 

## Representaciones
En 1999 A ciegas se repuso con un nuevo reparto (José Olmo, Sergio Macías, Patricia Santos), en gira por distintas ciudades españolas. 
Y en 2007 se repuso de nuevo, regresando a Madrid, al Teatro Galileo, y exhibiéndose por vez primera en Barcelona, dentro del Festival d'Estiu Grec, esta vez con Mario Vedoya, Luis Hostalot y Rocío Calvo como intérpretes.